# Skrzydlna
Skrzydlna (früher auch (S)Krzydłowa, Stara Rudziel, örtlich Kszylna, Kszczelna oder Kszczilna) ist eine Ortschaft mit einem Schulzenamt der Gemeinde Dobra im Powiat Limanowski der Woiwodschaft Kleinpolen in Polen.

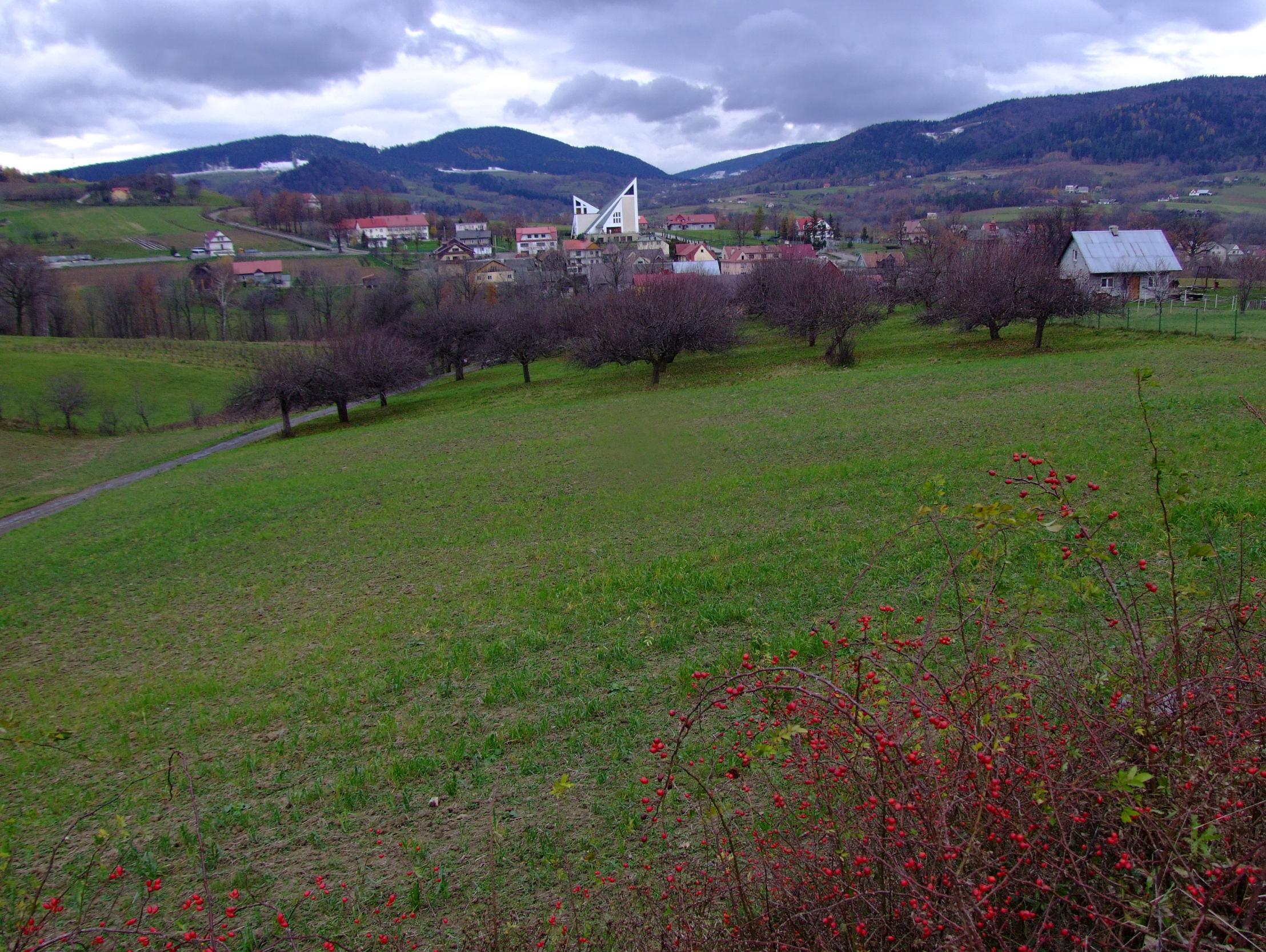
Blick auf Skrzydlna

## Geographie
Der Ort liegt an den Quellflüssen der Stradomka, in den Inselbeskiden, nördlich des Bergs Śnieżnica (1007 m). Die Nachbarorte sind Wola Skrzydlańska und Przenosza im Westen, Godusza und Janowice im Norden, Stróża und Porąbka im Osten, sowie Gruszowiec im Süden.

## Geschichte
Der Peterspfennigregister des Bistums Krakau aus den Jahren 1325 bis 1327 erwähnte Rector ecclesie de Crzidlna, Item Nicolaus, plebanus ecclesie de Cridlna seu Antiguo Rudel, sowie Nova Rudel (heute Wola Skrzydlańska). Nach einigen Quellen war das Dorf im Besitz der ritterlichen Familie Radolt schon im Jahr 1296. Beide Namen waren topographischer Herkunft – von (s)krzydło (Flügel) oder ruda bzw. dem Bach Ruda (ein rostbrauner (rudy) Bach) abgeleitet. Im frühen 15. Jahrhundert baute dort die Familie Ratold (Ratułt, Ratold, Ratuł) ein Schloss. Im Jahr 1424 hatte der Ort das Stadtrecht aber unter den folgenden Besitzern, der Familie Pieniążek, war Skrzydlna wieder nur ein Dorf.
Politisch und administrativ gehörte das private Dorf zum Königreich Polen (ab 1569 in der Adelsrepublik Polen-Litauen), Woiwodschaft Krakau, Kreis Sącz.

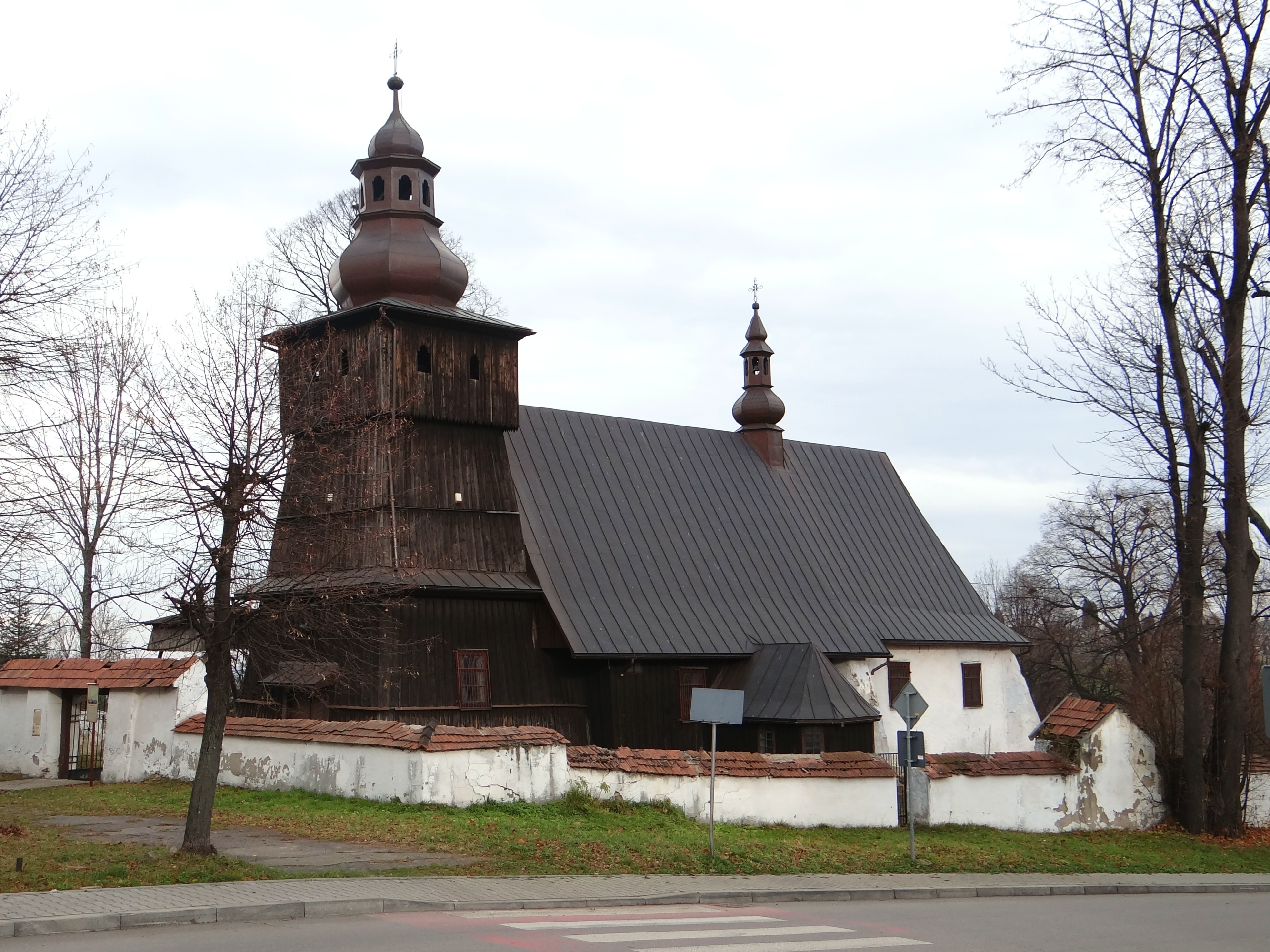
Ortskirche

Nach der Ersten Teilung Polens kam Skrzydlna zum neuen Königreich Galizien und Lodomerien des habsburgischen Kaiserreichs (ab 1804). Nach dem Stadtbrand von Tymbark wurde das dortige Bezirksamt nach Skrzydlna verlegt. Danach gehörte es zum Bezirk Limanowa.
1918, nach dem Ende des Ersten Weltkriegs und dem Zusammenbruch der k.u.k. Monarchie, kam Skrzydlna zu Polen. Unterbrochen wurde dies durch die Besetzung Polens durch die Wehrmacht im Zweiten Weltkrieg, während der es zum Distrikt Krakau im Generalgouvernement gehörte.
Von 1975 bis 1998 gehörte Skrzydlna zur Woiwodschaft Nowy Sącz.

## Sehenswürdigkeiten
- Alte Nikolauskirche aus dem 16. Jahrhundert[4]
- Gutshof aus dem 18. Jahrhundert[4]